# غرب القاهره
غرب القاهره نام شهر و شهرستانی در استان قاهره مصر است. ناحیه‌های این شهر شامل گاردن‌سیتی، زمالک و قصر النيل هستند.